# Кондрух Андрій Леонідович
Андрі́й Леоні́дович Ко́ндрух (1983—2022) — український військовослужбовець, учасник російсько-української війни. Кавалер ордена «За мужність» III ступеня.

## Життєпис
Народився 23 листопада 1983 року в селі Підлипне, Сумської області. Після навчання у місцевій школі вступив до Конотопського професійно-технічного училища № 4 — 2001 року здобув професії столяр і тесляр. Закінчивши навчання став до лав ДПСУ.
Загинув 26 лютого 2022 року внаслідок ракетного удару по Чернігову.

## Нагороди та вшанування
- Орден «За мужність» III ступеня (10 березня 2022, посмертно) — за особисту мужність і самовіддані дії, виявлені у захисті державного суверенітету та територіальної цілісності України, вірність військовій присязі[1].
- У Підлипному відкрито пам'ятний знак з іменами загиблих односельців, серед яких Андрій Кондрух[2].
- Почесний громадянин Конотопа (28.4.2022)
- Пам'ятний знак на подвір'ї Підлипненського ліцею (8.7.2023)[3]